# 파운드 (1970년 영화)
《파운드》(Pound)는 1970년에 개봉된 미국의 코미디 영화로 로버트 다우니 시니어가 감독·각본을 맡았다. 1961년에 다우니(Downey)가 지은 오프오프브로드웨이 연극 《커뮤펀스》(Comeuppance)를 원작으로 한다. 이 영화는 시암고양이, 펭귄과 함께 파운드(Pound)에 있는 여러 마리의 개들이 안락사를 기다리고 있는 모습을 소재로 하고 있는데 배우들이 동물들을 연기한다. 로버트 다우니 시니어의 아들인 로버트 다우니 주니어의 데뷔 작품이기도 하다.

## 출연진
- 찰스 디어콥 - 에어데일 역
- 돈 캘파 - 이탈리안 테리어 역
- 안토니오 파가스 - 그레이하운드 역
- 척 그린 - 멋 역
- 마셜 에프런 - 닥스훈트 역
- 로버트 다우니 주니어 - 퍼피 역
- 로런스 울프 - 멕시칸 헤어리스 역
- 스탠 고틀립 - 복서 역
- 엘지 다우니 - 멋 비치 역
- 캐럴린 그로브스 - 페디그리드 역
- 루실 로저스 - 올드 페키니즈 역
- 칭 예 - 사이어미즈 캣 역
- 조지 모건 - 아이리스 세터 역
- 버디 버틀러 - 노래하는 워터 스패니얼 역
- 해리 릭비 - 파울 역
- 에릭 크러프닉 - 몬태나 십독 역
- 에릭 크롤리 - 볼티모어 포인터 역
- 캐럴린 카드웰 - 키퍼 역
- 조 매든 - 콜로넬 역
- 제임스 그린 - 홍키 킬러 역
- L. 에럴 제이브 - 웨인트롭 중위 역
- 메리클레어 차바 - 홍키 킬러의 아내 역
- 칼 리 - 도둑 역